# Mickey Wright

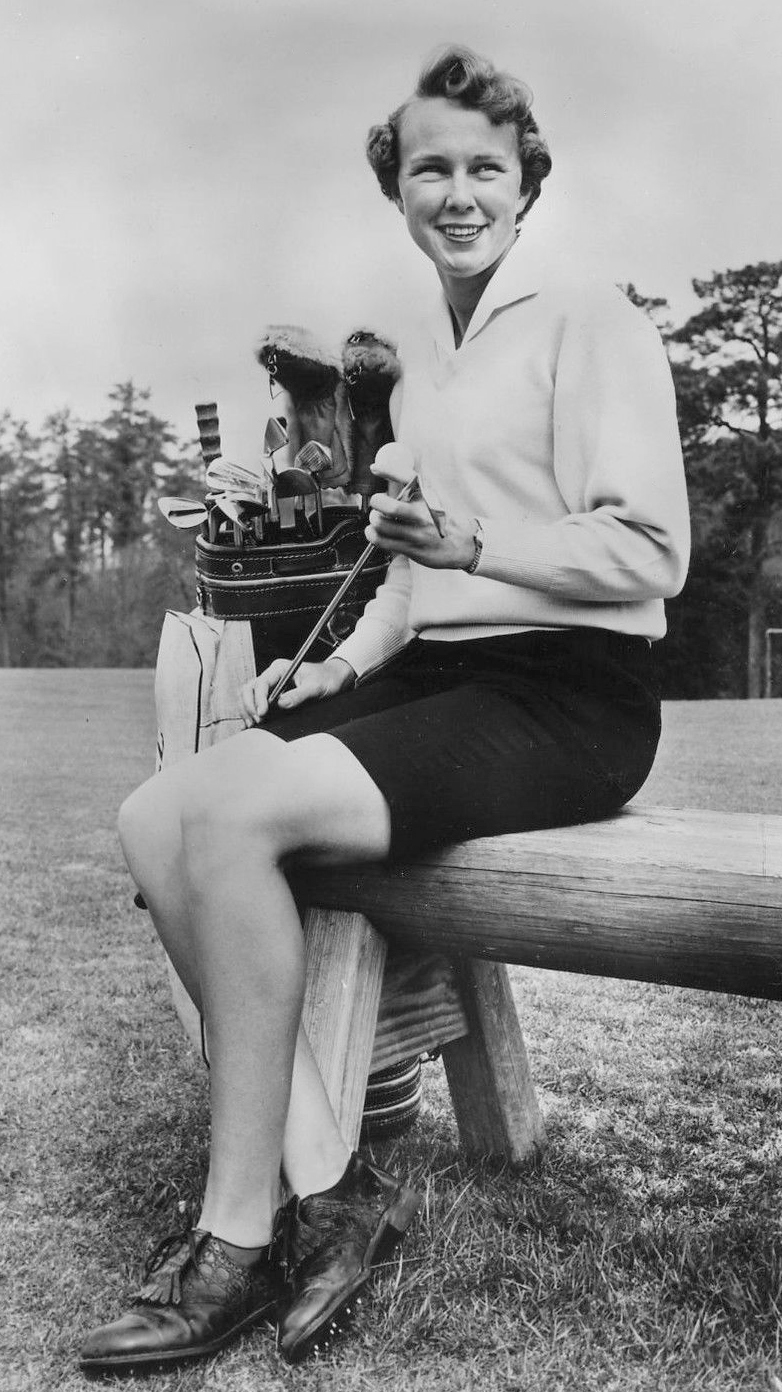
Wright 1960.

Mary Kathryn "Mickey" Wright, född 14 februari 1935 i San Diego, Kalifornien, död 17 februari 2020 i Port St. Lucie, Florida, var en amerikansk professionell golfspelare. Hon är en av golfhistoriens största damgolfare med sammanlagt 82 segrar på den amerikanska LPGA-touren.
Wright började spela golf vid 12 års ålder och 1954 ställde hon upp som amatör i US Womens Open innan hon blev professionell 1955. 1964 blev hon den förste spelare som vunnit LPGA Championship fyra gånger. Det dröjde till 2001 innan Annika Sörenstam tangerade det rekordet.
Wright vann 82 tävlingar på LPGA-touren vilket är näst flest i golfhistorien efter Kathy Whitworth. Tretton av segrarna var majors vilket hon är tvåa i historien med efter Patty Berg som vann 15 majortävlingar. Hon blev även den andra kvinnan som nådde milstolpen 50 segrar på lpga efter suveräne Kathy Withworth som har även vunnit flest lpga segrar. Wright toppade LPGAs penninglista fyra år i rad mellan 1961 och 1964 och placerade sig bland de tio bästa 13 gånger mellan 1956 och 1969. Hon blev en av sex kvinnor som blev invald i LPGA Tour Hall of Fame när det öppnades 1967.
Efter 1969 så började hon att tävla mer sporadiskt beroende på sin överkänslighet mot sol, problem med fötterna samt att hon var flygrädd.

## Majorsegrar
- 1958 LPGA Championship, US Womens Open
- 1959 US Womens Open
- 1960 LPGA Championship
- 1961 LPGA Championship, US Womens Open, Titleholders Championship
- 1962 Western Open, Titleholders Championship
- 1963 Western Open, LPGA Championship
- 1964 US Womens Open
- 1966 Western Open

## LPGA-segrar
- 1956 Jacksonville Open
- 1957 Sea Island Open, Jacksonville Open, Wolverine Open
- 1958 Sea Island Open, Opie Turner Open, Dallas Open
- 1959 Jacksonville Open, Cavalier Open, Alliance Machine International Open
- 1960 Sea Island Open, Tampa Open, Grossinger Open, Eastern Open, Memphis Open
- 1961 St. Petersburg Open, Miami Open, Columbus Open, Waterloo Open, Spokane Women's Open, Sacramento Valley Open, Mickey Wright Invitational
- 1962 Sea Island Women's Invitational, Milwaukee Open, Heart of America Invitational, Albuquerque Swing Parade, Salt Lake City Open, Spokane Open, San Diego Open, Carlsbad Cavern Open
- 1963 Sea Island Women's Invitational, St. Petersburg Women's Open, Alpine Civitan Open, Muskogee Civitan Open, Dallas Civitan Open, Babe Zaharias Open, Waterloo Women's Open Invitational, Albuquerque Swing Parade, Idaho Centennial Ladies' Open, Visalia Ladies' Open, Mickey Wright Invitational
- 1964 Peach Blossom Invitational, Clifford Ann Creed Invitational, Squirt Ladies' Open Invitational, Muskogee Civitan Open Invitational, Lady Carling Eastern Open, Waldemar Open, Milwaukee Jaycee Open, Visalia Ladies' Open, Tall City Open, Mary Mills Mississippi Gulf Coast Invitational.
- 1965 Baton Rouge Invitational, Dallas Civitan Open
- 1966 Venice Ladies Open, Shreveport Kiwanis Invitational, Bluegrass Ladies Invitational, Pacific Ladies' Classic, Shirley Englehorn Invitational, Mickey Wright Invitational
- 1967 Shreveport Kiwanis Club Invitational, Bluegrass Invitational, Lady Carling Open, Pensacola Ladies Invitational
- 1968 Port Malabar Invitational, Palm Beach County Open, Tall City Open, “500” Ladies Classic
- 1969 Bluegrass Invitational
- 1973 Colgate-Dinah Shore Winner's Circle

## Inofficiella segrar
- 1959 Hoosier Celebrity
- 1961 Haig and Haig Scotch Mixed Foursomes (med Dave Ragan)
- 1962 Naples Pro-Am (med Marilynn Smith)
- 1963 Haig and Haig Scotch Mixed Foursomes (med Dave Ragan), Shell's Wonderful World of Golf
- 1966 Ladies World Series of Golf, Shell's Wonderful World of Golf
- 1967 Seven Lakes Invitational

## Utmärkelser
- 1960 Vare Trophy
- 1961 Vare Trophy, San Diego Breithard Hall of Fame
- 1962 Vare Trophy
- 1963 Vare Trophy
- 1964 Vare Trophy
- 1966 Golf Writers Association Putter of the Year award
- 1976 World Golf Hall of Fame
- 1980 Metropolitan Golf Writers and Broadcasters Babe Zaharias Award
- 1981 International Women's Sports Hall of Fame
- 1988 Utsedd till Golfer of the Decade av GOLF Magazine
- 1993 California Golf Writers Association Hall of Fame
- 2000 Stanford University Athletic Hall of Fame